# Sprattia
Sprattia is een geslacht van slakken uit de  familie van de Clausiliidae.

## Soorten
De volgende soorten zijn bij het geslacht ingedeeld:
- Sprattia aksoylari Yildirim, 1997
- Sprattia aksuensis H. Nordsieck, 2004
- Sprattia beycola H. Nordsieck, 1994
- Sprattia bicarinata (Rossmässler, 1839)
- Sprattia blissi (O. Boettger, 1899)
- Sprattia pseudophrygica H. Nordsieck, 2004
- Sprattia sillyonensis H. Nordsieck, 1994
- Sprattia sowerbyana (L. Pfeiffer, 1850)